# Hanna-Barbara Gerl-Falkovitz

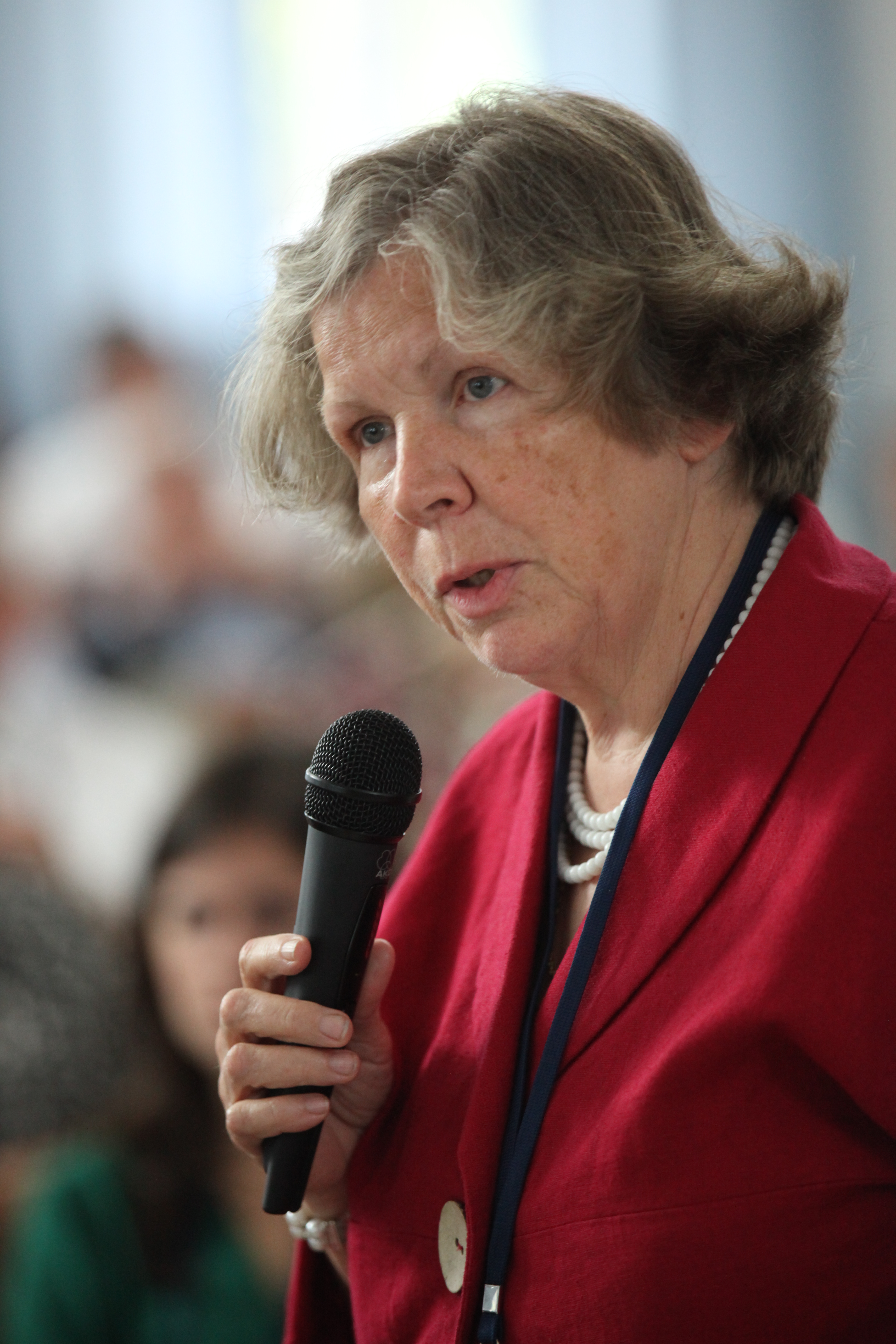
Hanna-Barbara Gerl-Falkovitz (2011)

Hanna-Barbara Gerl-Falkovitz (* 23. November 1945 in Oberwappenöst, Oberpfalz) ist eine deutsche Religionsphilosophin und Autorin.

## Leben
Hanna-Barbara Gerl-Falkovitz studierte Philosophie, Germanistik und Politische Wissenschaften in München und Heidelberg und wurde im Jahr 1970 bei Ernesto Grassi zum Dr. phil. promoviert. Im Jahr 1979 habilitierte sie sich über die italienische Renaissancephilosophie. 1995 wurde ihr die Ehrendoktorwürde der Philosophisch-Theologischen Hochschule Vallendar verliehen. Sie war bis zu dessen Tod 2019 mit Hans-Bernhard Wuermeling verheiratet.
Sie war Studienleiterin auf der Burg Rothenfels und lehrte als Privatdozentin an den Universitäten in München, Bayreuth, Tübingen und Eichstätt. Sie erhielt eine Professur für Philosophie an der Pädagogischen Hochschule Weingarten. Seit 1993 war sie Inhaberin des Lehrstuhls für Religionsphilosophie und vergleichende Religionswissenschaft an der Technischen Universität Dresden. 2007 übernahm sie eine Gastprofessur an der Universität Trient/Italien, Cattedra Antonio Rosmini.
Mit ihrer Emeritierung am 1. April 2011 wurde auch ihr Lehrstuhl geschlossen.  
Seit 2011 leitet sie das neu gegründete Institut EUPHRat („Europäisches Institut für Philosophie und Religion“) an der Philosophisch-Theologischen Hochschule Benedikt XVI. in Heiligenkreuz bei Wien.
Ihre Forschungsschwerpunkte liegen im Bereich der Religionsphilosophie des 19. und 20. Jahrhunderts, insbesondere bei Edith Stein und Romano Guardini. Schwerpunkt der Forschung sind die Anthropologie der Geschlechter, die theologische Grundlegung der Neuzeit, Cusanus, sowie die Phänomenologie. Sie ist Mitherausgeberin der 28-bändigen Gesamtausgabe der Werke von Edith Stein und der 29-bändigen italienischen Gesamtausgabe der Werke von Romano Guardini (Opera omnia, Morcelliana, Brescia). Ein wichtiges Thema in Forschung und Lehre ist auch die Phänomenologie der Gnade, der sie auch eine eigene Monographie („Verzeihung des Unverzeihlichen?“) widmete.
Am 22. Februar 2023 teilte Gerl-Falkovitz in einem Beitrag in der Zeitung Die Welt mit, dass sie ihr Mandat als Synodale bei den Versammlungen des Synodalen Weges niederlegt.

## Ehrenämter
- Gerl-Falkovitz ist erste Vorsitzende des Freundeskreises Mooshausen e. V. (seit 1992), Vizepräsidentin der Gertrud von le Fort-Gesellschaft (seit 2003), Mitglied der Görres-Gesellschaft (seit 1981) und im wissenschaftlichen Komitee des Jahrbuchs „Politica e Religione“ (seit 2007).
- Seit 2019 ist sie 2. Vorsitzende des Arbeitskreises Religionsphilosophie Dresden (ARDD).
- Sie war Vorstandsmitglied der Wissenschaftlichen Buchgesellschaft Darmstadt 1993–2016 und Kuratorin der Bosch Stiftung Stuttgart 2003–2020.
- Sie war maßgeblich beteiligt an der Wissenschaftlichen Beratung der ESGA (2000–2019), ist Mit-Herausgeberin der Zeitschrift Communio (seit 1988), Mitherausgeberin der italienischen Gesamtausgabe von Romano Guardinis Werken (seit 2005) sowie der Reihe „Religionsphilosophie. Diskurse und Orientierungen“ im Thelem Verlag (seit 2007, 7 Bde.).[3]
- Aktuell ist sie Mitherausgeberin: (1) Jahrbuch AMBO der Hochschule Heiligenkreuz, seit 2016 und (2) Kleine Bibliothek des Abendlandes (KBA) seit 2017. Sie ist Ordentliches Mitglied der Europäischen Akademie der Wissenschaften und Künste in Salzburg seit 2015.

## Schriften
- Romano Guardini 1885–1968. Leben und Werk. Matthias-Grünewald-Verlag, Mainz 1985, ISBN 3-7867-1146-1.
- Die bekannte Unbekannte. Frauen-Bilder aus der Kultur- und Geistesgeschichte, Grünewald Verlag, Mainz 1988, ISBN 3-7867-1365-0.
- Einführung in die Philosophie der Renaissance. Wissenschaftliche Buch-Gesellschaft, Darmstadt 1989, ISBN 3-534-09567-7.
- Unerbittliches Licht. Edith Stein – Philosophie, Mystik, Leben, Grünewald Verlag, Mainz 1991, ISBN 3-7867-1572-6; Neuauflage Dresden 2015, ISBN 978-3-943897-19-7.
- Wider das Geistlose im Zeitgeist – 20 Essays zu Religion und Kultur, Pfeiffer Verlag, München 1992, ISBN 3-87904-290-X.
- Nach dem Jahrhundert der Wölfe. Werte im Aufbruch, Benziger Verlag, Zürich 1992, ISBN 3-545-70012-7.
- Die zweite Schöpfung der Welt. Sprache, Erkenntnis, Anthropologie in der Renaissance, Grünewald Verlag, Mainz 1994, ISBN 3-7867-1782-6.
- Freundinnen. Christliche Frauen aus zwei Jahrtausenden, Pfeiffer-Wewel Verlag, München 1994, 3. Aufl. 2000, ISBN 3-87904-114-8;(erw. Nausausgabe) Mit Freundinnen im Gespräch. Christliche Frauen aus zwei Jahrtausenden, Topos TB 2017,  ISBN 978-3-8367-1078-7.
- Augenblicke, Annäherungen an das Christentum, Wewel Verlag, München 1996, ISBN 3-87904-115-6.
- Eros, Glück, Tod und andere Versuche im Christlichen Denken, Resch-Verlag, Gräfelfing 2001, ISBN 3-935197-14-4.
- als Herausgeberin: Zeitenwende – Wendezeiten. Aufsatzsammlung, Thelem Universitätsverlag, Dresden 2001, ISBN 978-3-933-592-17-0
- Bei Licht besehen, Erich Wewel Verlag 2002, ISBN 3-87904-276-4.
- Edith Stein. Themen – Bezüge – Dokumente (mit anderen Autoren), Königshausen & Neumann 2003, ISBN 3-8260-2476-1.
- Widerstand und Erlösung, Patris Verlag, 2. Aufl., Vallendar 2004, ISBN 3-87620-260-4.
- Der Geopferte, Patris Verlag, 2. Aufl. Vallendar 2004, ISBN 3-87620-261-2.
- Erstaunliche Nähe – bedrängende Ferne. Der Islam im Verhältnis zum Christentum (mit anderen Autoren), Bischöfliches Ordinariat, Limburg 2004, ISBN 978-3921-221310.
- Romano Guardini – Konturen des Lebens und Spuren des Denkens, Topos Verlag, Matthias-Grünewald-Verlag 2005, ISBN 3-7867-8553-8.
- Verzeihung des Unverzeihlichen? Ausflüge in Landschaften der Schuld, der Reue und der Vergebung, Styria, Wien u. a. 2007, ISBN 3-222-13225-9; 2. erg. Auflage: Text & Dialog, Dresden 2013, ISBN 978-3-943897-01-2.
- Frau – Männin – Menschin. Zwischen Feminismus und Gender, Butzon & Bercker, Kevelar 2009, ISBN 978-3-7666-1313-4.
- Gerl-Falkovitz, Hanna-Barbara (Hrsg.): Jean-Luc Marion. Studien zum Werk, Text & Dialog, Dresden 2013, ISBN 978-3-943897-00-5.
- Lauterkeit des Blicks. Unbekannte Materialien zu Romano Guardini, Heiligenkreuz 2013, ISBN 978-3-902694-52-2.
- Leidenschaft und Fülle, Maß und Gleichgewicht. Neun Versuche über Frauen, Heiligenkreuz 2015, ISBN 978-3-902694-39-3.
- Blitzlichter auf die Botschaft Christi, Heiligenkreuz 2015, ISBN 978-3-902694-85-0.
- Maria. Der andere Anfang, Heiligenkreuz 2016, ISBN 978-3-903118-13-3.
- Geheimnis des Lebendigen. Versuche zu Romano Guardini, Heiligenkreuz 2019, ISBN 978-3-903118-85-0.
- Spielräume. Zwischen Natur, Kultur und Religion: der Mensch, Dresden 2020, ISBN 978-3-943897-56-2.

## Ehrungen und Auszeichnungen
- 2018: Premio Internazionale di Cultura Cattolica der Scuola di cultura cattolica di Bassano del Grappa
- 2019: Josef-Pieper-Preis der Josef-Pieper-Stiftung
- 2020: Edith-Stein-Preis der polnischen Edith-Stein-Gesellschaft und des Edith-Stein-Hauses (Dom Edyty Stein) in Breslau/Wroclaw
- 2021: Augustin-Bea-Preis 2021 der Internationalen Stiftung Humanum
- 2021: Joseph-Ratzinger-Preis der Fondazione Vaticana Joseph Ratzinger – Benedetto XVI[4]
- 2022: Päpstlicher Silvesterorden[5]